# Krāslava
Krāslava (rusko in belorusko Краслава, nemško Kreslau, poljsko Krasław, v latgalijščini Kruoslova) je mesto in upravno središče istoimenske občine, v Latgalijski pokrajini v Latviji. Status mesta je pridobila leta 1923, 1. januarja 2015 pa je v mestu živelo 8.300 prebivalcev. Mesto se razprostira na površini 8,63 km².

## Zemljepisni položaj
Krāslava leži v jugovzhodnem delu Latvije, okoli 260 km jugovzhodno od glavnega mesta Riga. Meja z Belorusijo se nahaja 5 km od mesta.  Mesto se je razvilo na ravninskem področju, približno na 110 m nadmorske višine. Skozi mesto teče reka Daugava, znana tudi kot Zahodna Dvina.

## Zgodovina
Mesto se prvič omenja v 13. stoletju, ko se ga omenja kot pomembno točko na poti Varjagov do Bizantinskega cesarstva.
Mesto je bilo leta 1558  prvič omenjeno v pisnih virih Livonskega reda kot Kreslau (v nemščini).
Leta 1676 je bila zgrajena cerkev jezuitskega reda in Krāslava je postala najbolj severno središče gibanja jezuitov na meji s področji, kjer prevladujeta protestantska in pravoslavnia cerkva. 
Leta 1729 je grof Ludvig Plater kupil Krāslavo. Blizu 200 let je družina Plater imela prevladujočo vlogo v gospodarskem in kulturnem življenju Krāslave.
Obrtniki iz Poljske in Nemčije v sodelovanju z lokalnimi obrtniki organizirajo izdelavo preprog, izdelkov iz žameta, svile in bombaža, orožja, nakita in drugega blaga. Blago se je prodajalo na štirih sejmih v Krāslavi kot tudi v deželah današnje Poljske in Nemčije.
Med letoma 1757 in 1842 je v Krāslavi delovalo rimskokatoliško semenišče, ki je bilo eno izmed prvih izobraževalnih ustanov v regiji.
Od razglasitve neodvisnosti Latvije 18. novembra 1918 je bilo mesto vključeno v Latvijo. 17. junija 1940 je v mesto prišla sovjetska Rdeča armada. S priključitvijo Latvije Sovjetski zvezi 5. avgusta 1940 je mesto Krāslava prišlo pod oblast Sovjetske zveze. S tem se je življenje v mestu temeljito spremenilo. Pričeli so z nacionalizacijo podjetij, številni so izgubili delovna mesta, vse več je bilo uradnikov. Šole so v kolikor so ostale, spreminjale učne programe, prepovedano je bilo poučevanje vere, izbrisali so imena številnih latvijskih pesnikov in pisateljev, ustanavljali so nove organizacije. Pripravili so sezname antisovjetskih elementov za izgon v Sibirijo, tako so 14. junija 1941 izgnali 21 prebivalcev, med njimi župana Antona Ruskulisa s soprogo Evo.
Krāslava je bila med drugo vojno večkrat bombardirana, pri čemer je bilo veliko hiš požganih, z žrtvami med civilnim prebivalstvom.
Od 1. do 3. julija 1941 je potekala srdita bitka za Krāslavo, po kateri so bile enote Rdeče armade primorane zapustiti mesto.
27. julija 1941 so nacisti iz Krāslave izgnali 1.300 Judov, 200 pa so jih 23. avgusta 1941 v mestu ustrelili. Veliko so jih izgnali tudi v Nemčijo na prisilno delo.
V noči na 22. julij 1944 je Rdeča armada osvobodila mesto izpod nacistov.
Druga svetovno vojna je temeljito spremenila življenje v mestu, saj je bila večina prebivalstva izseljena bodisi v internacijska taborišča ali v gulage.
Po obnovi neodvisnosti Latvije so bila ulicam vrnjena stara imena, z delom je pričela tudi prva poljska šola. Leta 1994 so bile prve demokratične volitve v mestni svet, ki je štel 11 članov. Za župana je bil izvljen Janis Trachum.

## Znamenite stavbe
V Krāslavi se nahaja palača družine Plater, imenovana Nova palača Krāslava (latvijsko Kraslavas jaunā pils, nemško Schloss Kreslau),  ki jo je zasnoval arhitekt D. Paroko. Izgradnja je bila zaključena leta 1791. V bližini palače je krajinski park. Zaradi slabega in neustreznega vzdrževanja v 20. stoletju je palača v slabem stanju in je potrebna celovite obnove. Z izgradnjo palače je družina Plater Staro palačo (latvijsko: Krāslavas vecā pils) uporabila kot knjižnico.

## Demografski podatki
Število prebivalcev v zadnjih letih vztrajno pada, saj je mesto v posameznih letih imelo naslednje število prebivalcev:
- Leta 1989 12.434 prebivalcev
- Leta 1995 12.207 prebivalcev
- Leta 2000 11.414 prebivalcev
- Leta 2005 10.556 prebivalcev
- Leta 2010 9.395 prebivalcev
- Leta 2015 8.300 prebivalcev

Nacionalna sestava prebivalstva v mestu v letih 1989 in 2015 je bila naslednja
Leta 1989
- Skupaj prebivalcev 12.434
- Latvijci 4.260 (34,26%)
- Rusi 3.816 (30,69%)
- Belorusi 2.765 (22,24%)
- Poljaki 1.126 (9,06%)
- Ukrajinci 179 (1,44%)
- Romi 114 (0,92%)
- Litovci 57 (0,46%)
- Ostali 117 (0,94%)

Leta 2015
- Skupaj prebivalcev 8.300
- Latvijci 3.558 (42,87%)
- Belorusi 1.493 (17,99%)
- Poljaki 742 8,94%)
- Ukrajinci 95 (1,14%)
- Romi 86 (1,04%)
- Litovci 31 (0,81%)
- Ostali 242 (2,92%)

Mesto ima največji delež beloruskega prebivalstva od vseh mest v Latviji, pa tudi v okolici mesta je več popolnoma beloruskih vasi, tako, da je mesto središče beloruske narodne manjšine v Latviji.

## Znani občani
- Nikolaj Loskis (1870-1965, beloruski filozof
- Kazimierz Bujnicki (1788-1878), poljski pisatelj
- Naoum Aronson (1872-1943), ruski kipar, ki je živel v Parizu
- Konstantins Raudive (1909-1974), latvijski pisatelj
- Ineta Radeviča, atletinja, Evropaevropska prvakinja v skoku v daljino
- Valentina Gotovska, atletinja, skok v daljino
- Janis Timma (1992), latvijski košarkarski reprezentant
- Pavils Glaudians (1915-1968), latvijski slikar
- Cecilija Dinere (1919-1996), latvijska pesnica, pisateljica in prevajalka judovskega rodu

## Pobratena mesta
- Aleksandrow Lodzki, Poljska
- Dzeržinsk, Belorusija
- Poddebice, Poljska
- Vadstena, Švedska
- Volokolamsk, Rusija